# За Веру, Царя и Отечество

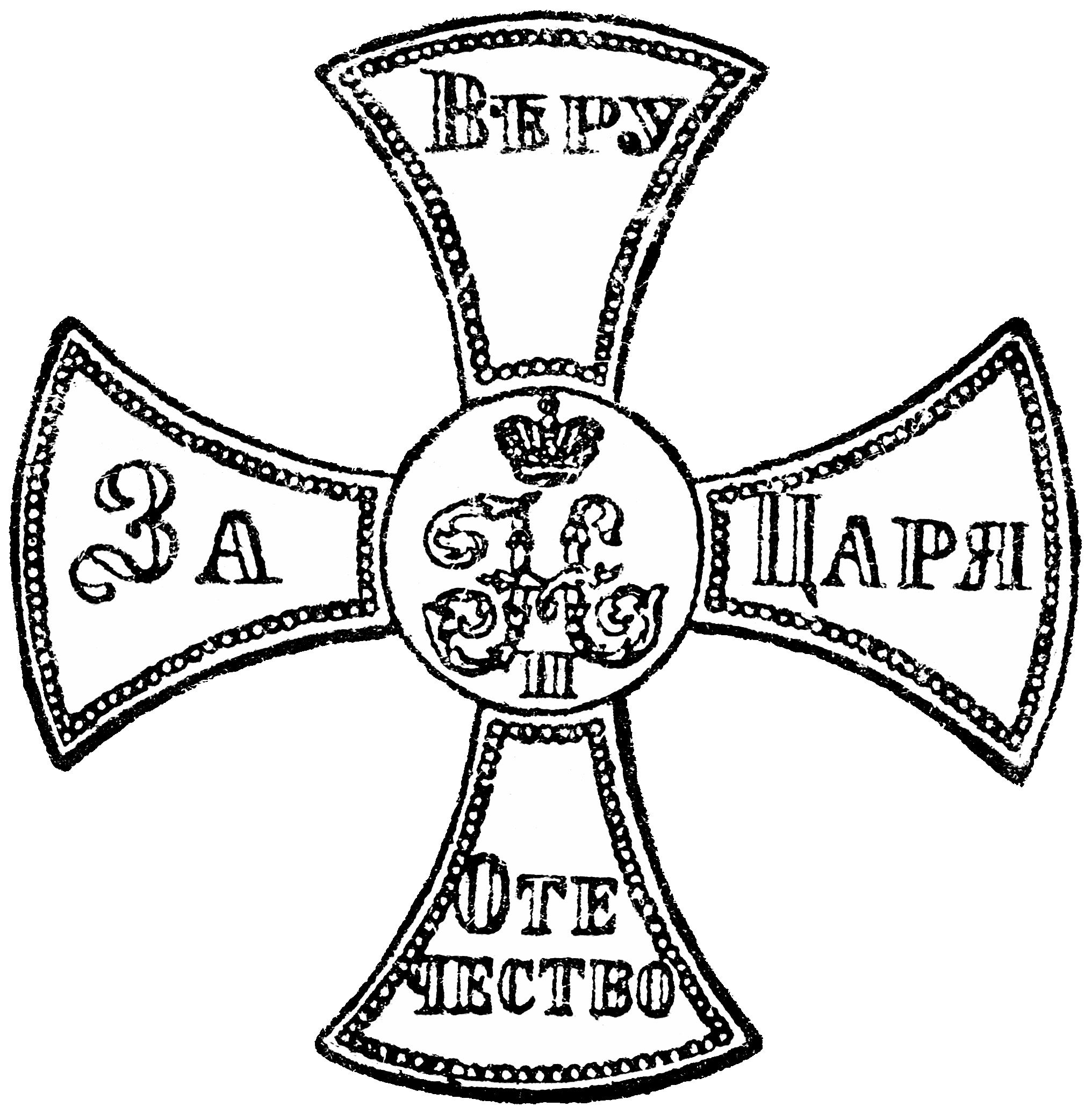
Изображение Ополченского креста с девизом и монограммой Николая II.

За Веру, Царя и Отечество (За Бога, Царя и Отечество) — русский девиз, распространённый в период Российской империи, в таком виде оформился в XIX веке.

## Значение
Традиционно обозначал основные заповеди, которые должен был знать русский офицер, павший на войне: «Душу — Богу, сердце — женщине, долг — Отечеству, честь — никому».
Девиз предположительно основан на девизе «За веру и верность» (имелась в виду верность монарху), который был изображён на Ордене Андрея Первозванного, учрежденного Петром I. Медаль с тем же девизом была учреждена 23 мая 1833 года указом Николая I, но известен только один случай вручения данной награды.

## История
Авторство неизвестно (некоторыми приписывается кому-то из рода дворян Юрьевских), но считается, что распространением и популярности его послужило введение в регулярные войска должности полкового священника. В 1812 году девиз «За веру и царя» был введён на знак Государственного ополчения Императора Александра I — Ополченский крест. Девиз геральдически был отражён в принятом в 1882 году Большом государственном гербе Российской империи.
Впоследствии девиз стал использоваться повсеместно, включая черносотенские и монархические круги.
Существовала также изменённая версия девиза, предложенная Сергеем Уваровым, министром народного просвещения, она звучала «Православие, самодержавие, народность».
В настоящее время девиз используется у праворадикальных русских националистов и современных монархистов.

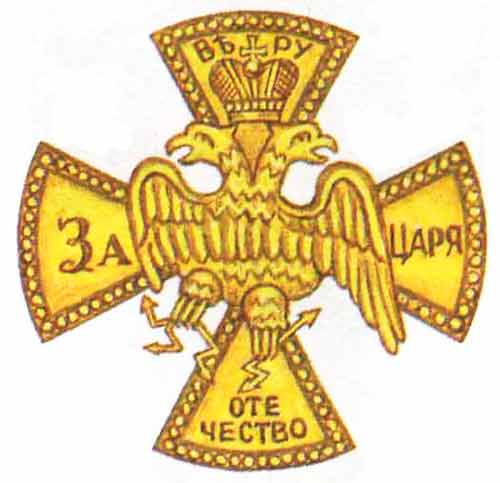
Знак в память 100-летия Лейб-гвардии Финляндского полка.
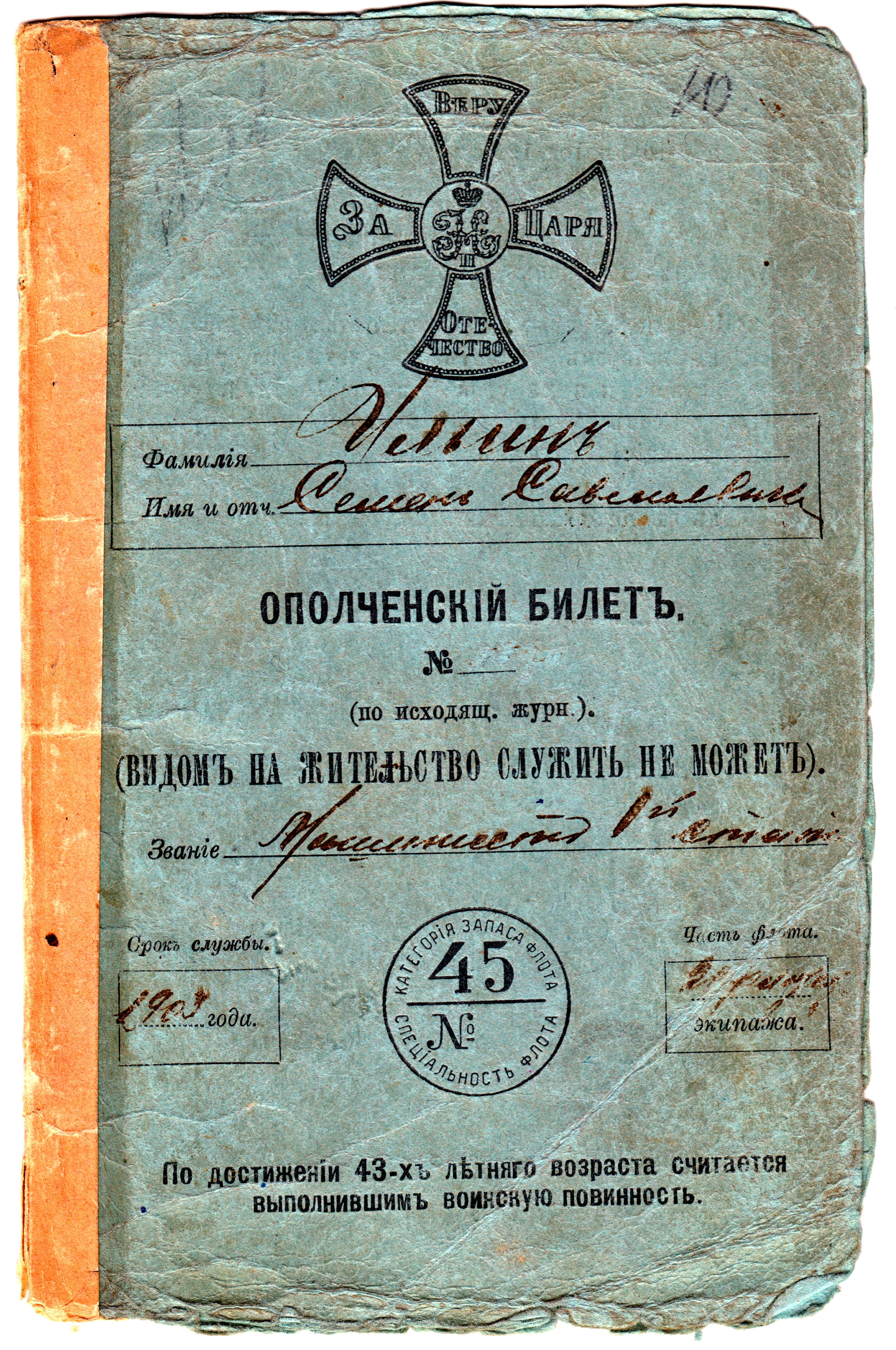
Ополченский билет с девизом.
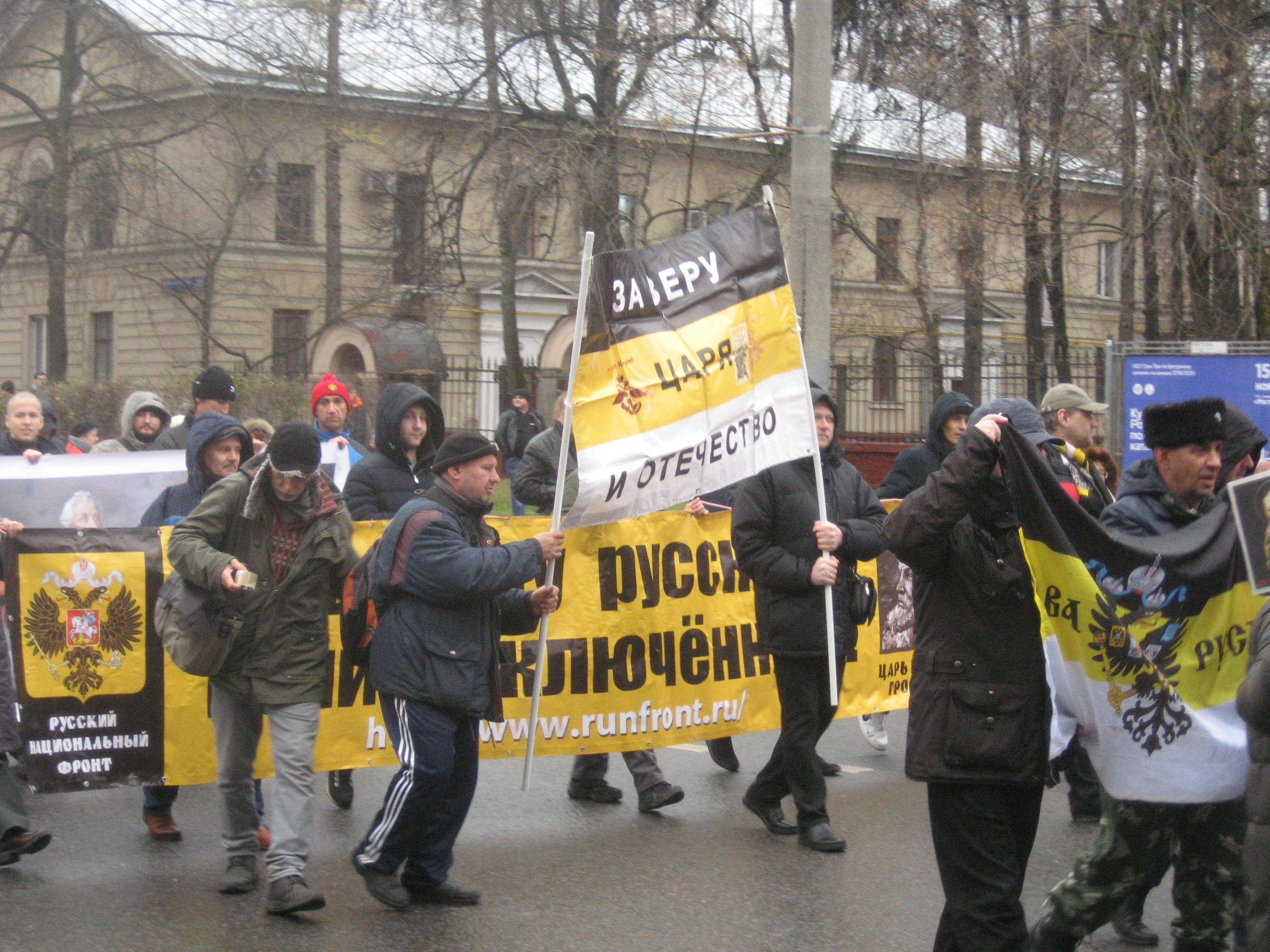
Плакат на «Русском марше», 2019 год.

## Печатные издания
В 1930-е годы в Королевстве Югославия выходили однодневные газеты «За Веру, Царя и Отечество»:
- 31 августа (13 сентября) 1934 года в Белграде был выпущен номер по случаю десятилетия принятия на себя Е. И. В. Государем Императором Кириллом Владимировичем титула Императора Всероссийского и десятилетия учреждения Корпуса императорской армии и флота (редактор Б. Финогеев, издатель Л. Князев)
- 15 (28) июля 1939 года в Белграде был выпущен номер по случаю пятнадцатилетия учреждения Корпуса императорской армии и флота